# Поєнь (Тиргу-Окна, Бакеу)
Поєнь, Поєні (рум. Poieni) — село у повіті Бакеу в Румунії. Адміністративно підпорядковане місту Тиргу-Окна.
Село розташоване на відстані 208 км на північ від Бухареста, 41 км на південний захід від Бакеу, 124 км на південний захід від Ясс, 148 км на північний захід від Галаца, 101 км на північний схід від Брашова.

## Населення
За даними перепису населення 2002 року у селі проживали 967 осіб.
Національний склад населення села:
| Національність | Кількість осіб | Відсоток |
| -------------- | -------------- | -------- |
| румуни         | 959            | 99,2%    |
| цигани         | 8              | 0,8%     |

Рідною мовою назвали:
| Мова      | Кількість осіб | Відсоток |
| --------- | -------------- | -------- |
| румунську | 959            | 99,2%    |
| циганську | 8              | 0,8%     |